# Sasha Grey
Sasha Grey, eredeti nevén Marina Ann Hantzis (North Highlands, Kalifornia, Amerikai Egyesült Államok, 1988. március 14. –) amerikai modell, színésznő, zenész és pornószínésznő.

## Élete és pályafutása
Alsó-középosztálybeli környéken nőtt fel. 2005-ben kezdte el a főiskolát, mellette dolgoznia is kellett. Ekkor kezdett a pornóról mint karrierről gondolkodni. 2006-ban Los Angelesbe költözött, és tizennyolc évesen megkezdte pornós karrierjét. 2006. május 1-jén forgatták első szexjelenetét. Szerepelt a 2007-ben bemutatott Homo Erectus című Adam Rifkin-filmvígjátékban, Gary Busey, David Carradine és Talia Shire társaságában.

## Válogatott filmográfia
- 2013 Inferno: A Linda Lovelace Story
- 2013 Skinny Dip
- 2013 Open Windows
- 2013 The Scribbler
- 2012 Would You Rather
- 2012 Anal Artists
- 2012 The Girl from the Naked Eye
- 2011 Saints Row: The Third (videójáték)
- 2011 Life (video)
- 2011 Blackstone (rövidfilm)
- 2011 Pocong mandi goyang pinggul
- 2011 I Melt with You Raven
- 2010 Törtetők (tv-sorozat)
- 2010 Malice in Lalaland
- 2010 Quit
- 2010 Fly Girls
- 2010 Out Numbered 5
- 2010 P.O.V. 26
- 2010 North Pole #77
- 2010 Deep Throat This 44
- 2010 Lost
- 2010 Love and Other Mishaps
- 2010 Fuck: Sasha Grey
- 2010 Butt Sex Bonanza
- 2009 Private Gold 107: Cheating Hollywood Wives
- 2009 Boundaries 6
- 2009 Masturbation Nation 3